# Stazione di Strausberg Città
La stazione di Strausberg Città (in tedesco Strausberg Stadt) si trova nel centro della città di Strausberg, nel Brandeburgo, tra le stazioni di Strausberg e Strausberg Nord sulla linea S5 della S-Bahn di Berlino. È servita anche dalla ferrovia Strausberg-Strausberg Nord.

## Storia
La stazione di Strausberg Città esiste dall'apertura della linea. La stazione conta un unico binario servito da una banchina scoperta, che è accessibile a livello del suolo senza barriere. Originariamente, invece della banchina laterale, era previsto una banchina a isola tra due binari. Tuttavia, questo non è stato realizzato in quanto la linea a doppio binario progettata non è stata realizzata.
Il fabbricato viaggiatori è un piccolo edificio basso. La città intende acquistare l'edificio della stazione per circa 25.000 euro, al fine di ridisegnare successivamente l'area e il collegamento con il centro storico di Strausberg.